# توماس فيتش
توماس فيتش (بالإنجليزية: Thomas Fitch) هو محامي ومُحرِّر وسياسي أمريكي، ولد في 27 يناير 1838 في نيويورك في الولايات المتحدة، وتوفي في 12 نوفمبر 1923 في يونيون سيتي في الولايات المتحدة. حزبياً، نشط في الحزب الجمهوري. وقد انتخب عضو جمعية ولاية كاليفورنيا وانتخب عضو مجلس النواب الأمريكي.